# Чернодробна трансплантация
Чернодробна трансплантация е замяна на болен черен дроб със здрав от донор (алографт). Най-често използваната техника е ортотопична трансплантация, при която се отстранява собственият черен дроб, а донорският се поставя на типичното място – в дясно подребрие.
Чернодробната трансплантация е техника за третиране на чернодробни заболявания в краен стадий при остра чернодробна недостатъчност. Хирургичната процедура е много трудна и варира от 4 до 18 часа.

## История
Първата чернодробна трансплантация при човек е извършена от д-р Томас Старцл в Денвър, САЩ през 1963 г.
Резултатът от първите трансплантации е бил незадоволителен. Следват години на упорит труд за усъвършенстване на хирургичните техники, както и за намиране на подходящи средства за предотвратяване отхвърлянето на присадката. Първият краткосрочен успех е постигнат през 1967 г., когато пациент живее с присадката над една година. Следващият пробив е в края на 70-те години на ХХ век, когато се доказва, че комбинацията кортикостероид и азатиоприн значително удължава живота на трансплантираните, а откриването на циклоспорина като имуносупресор през 1979 г. води до рязко повишаване на едногодишната преживяемост (65%). Въвежда се и т.нар. UW („University of Wisconsin“) разтвор, който позволява по-продължително съхраняване на трупен черен дроб.
През 1983 г. в САЩ признават чернодробната трансплантация за лечебен, а не за експериментален метод. В резултат на това повече центрове създават собствени програми за чернодробна трансплантация.
През 1984 г. за първи път се осъществява присаждане на черен дроб с предварително намалени размери – от един черен дроб се използват неговите ляв и десен лоб (т. нар. Split чернодробна трансплантация). Разработват се и техники, позволяващи използването на три различни сегмента – ляв чернодробен лоб, негов ляв латерален сегмент и оставащата част от черния дроб (десен лоб с медиален сегмент от левия лоб). По този начин се преодоляват не само нарастващият дефицит от донорски черни дробове, но и трудностите и усложненията, предизвикани от вместването на цял черен дроб от възрастен в коремната кухина на дете. Така става възможно извършването на трансплантация и при малки кърмачета. При спомагателната чернодробна трансплантация, част от болния черен дроб се отстранява и се имплантира присадка с намалени размери. По този начин са коригирани метаболитни дефекти, засягащи черния дроб. Друго показание за тази техника са чернодробните заболявания с изключително бързо и неблагоприятно протичане. Чрез спомагателната чернодробна трансплантация се осигурява метаболитна поддръжка на организма до момента, в който собственият черен дроб се възстанови. След 1988 г. хирургичните техники се усъвършенстват значително и това позволява трансплантиране на присадка от жив донор.
През 1993 г. в Париж е постигнат консенсус относно индикациите и контраиндикациите за извършване на чернодробни трансплантаци.

## Причини за извършване
Най-честите (в проценти) причини за извършване на чернодробна трансплантация в детска възраст са:
- Вродената непроходимост на извънчернодробните жлъчни пътища[2] – 61;
- Вътречернодробна холестаза – 9;
- Фулминантни чернодробни нарушения – 9;
- Алфа-1 антитрипсинов дефицит – 5;
- Хронични хепатити – 5;
- Билиарна цироза – 4;
- Метаболитни заболявания на черния дроб – 3;
- Криптогенна (с неясна обуславяща причина) цироза – 2;
- Вродена чернодробна фиброза – 1;
- Чернодробен рак – 1.

Изброените заболявания изискват присаждане на черен дроб, когато са в напреднат до стадий на чернодробна цироза.
Индикация за чернодробна трансплантация може да бъде и влошеното качество на живот при чернодробни заболявания, които могат да нямат задължително фатален край. В действителност могат да бъдат посочени повече от 40 болестни единици, за които е реализирано присаждане на черен дроб.
За извършването на чернодробна трансплантация не е необходимо HLA съвпадение, достатъчно е съответствие по АВО кръвногрупова съвместимост.
Оценка на всеки кандидат и поставянето му в по-висока или ниска позиция в листа на чакащите трансплантация, се извършва от експертен съвет включващ детски гастроентеролог, хирург, трансплантационен координатор, координираща медицинска сестра, психиатър, социален работник, представител на агенцията за донорски органи.

## Списък на чакащите
В САЩ списъкът на чакащите подходящ трупен орган определя разпределението им в 4 групи:
1. Болни, при които не се налага хоспитализиране и няма необходимост от медицински грижи.
2. Необходимост от продължителни медицински грижи, но не и от продължителна хоспитализация.
3. Необходимост от продължителна хоспитализация, но не в интензивно отделение.
4. Необходимост от престой в интензивно отделение, при очакван смъртен изход в рамките на 7 дни.

Болните от 4-та група имат най-висок приоритет, а тези от 1-ва най-нисък. Вътре в самите групи предимство имат чакащите от най-дълго време.
В САЩ организацията, която осъществява координиране на информацията за наличните донорски органи и моментната потребност от орган за чакащите трансплантация е „UNOS“. В Европа тези функции се изпълняват от организацията „Eurotransplant“.

## В България
Българската Изпълнителна агенция по трансплантация е създадена на 1 януари 2004 г. със Закона за трансплантация на органи, тъкани и клетки и осъществява дейности по управление, координация и контрол на трансплантацията в Република България.
Повечето трансплантационни центрове понастоящем съобщават за петгодишна преживяемост при повече от 90% от пациентите си.
Първата чернодробна трансплантация на български пациент е реализирана при дете с чернодробна цироза през 1993 г., в Университетската хирургическа клиника, Брюксел, Белгия.
Първата чернодробна сплит трансплантация в България е осъществена през ноември 2004 г. в Университетска болница „Лозенец“ от екипа на проф. д-р Любомир Спасов и под ръководството на проф. М. Малаго (Университетска хирургическа клиника, гр. Есен, Германия). Трансплантацията е извършена на 7-месечно кърмаче – Памела. Присадена му е част от черния дроб от жив донор – неговия баща.
През 2005 г. е направена първата успешна чернодробна трансплантация от трупен донор от екипа на клиниката по обща и чернодробно-панкреатична хирургия, подготвен от проф. Радослав Гайдарски и под ръководството на проф. Виолета Димитрова.
Статистика на извършените чернодробни трансплантации в България:
| Година | От жив донор | От трупен донор | Общо |  |
| 2004   | 1            | 0               | 1    |  |
| 2005   | 5            | 3               | 8    |  |
| 2006   | 1            | 9               | 10   |  |
| 2007   | 1            | 6               | 7    |  |
| 2008   | 4            | 5               | 9    |  |
| 2009   | 4            | 9               | 13   |  |
| 2010   | 2            | 13              | 15   |  |
| 2011   | 3            | 3               | 6    |  |
| 2012   | 2            | 2               | 4    |  |
| 2013   | 0            | 1               | 1    |  |